# آرتور ریدستورم
آرتور ریدستورم (نروژی: Arthur Rydstrøm; ۹ فوریهٔ ۱۸۹۶ – ۲۴ فوریهٔ ۱۹۸۶) ژیمناست هنری اهل نروژ بود.